# Joey Ryan
Joey Ryan, pseudonimo di Joseph Ryan Meehan (Los Angeles, 7 novembre 1979), è un ex wrestler ed ex promotore di wrestling statunitense.

## Carriera

### Allenamento ed inizi (2000–2003)
Joey Ryan iniziò ad allenarsi nel 2000 nella Empire Wrestling Federation sotto la guida di Bobby Bradley. Nel 2001 approdò alla Ultimate Pro Wrestling dove si allenò insieme a Tom Howard e Brian Kendrick. Nel 2004 tornò ad allenarsi all'Inoki Dojo come allievo di Bryan Danielson.
Nei primi anni di carriera Ryan lottò in molte federazioni della California, tra cui le già menzionate EWF ed UPW, la Revolution Pro Wrestling e la EPIC Pro Wrestling.
Ryan lottò anche per la NJPW-USA, dove combatté contro Danielson con CM Punk al commento.

### Pro Wrestling Guerrilla (2003–2020)
Nel 2003 Joey Ryan insieme a Disco Machine, Excalibur, Scott Lost, Super Dragon e Top Gun Talwar fondò la Pro Wrestling Guerrilla. Nel primo evento formò la “X-Foundation” insieme a Funky Billy Kim e Scott Lost, perdendo contro Adam Pearce, Hardcore Kidd ed Al Katrazz. Successivamente Ryan prese parte al torneo “Bad Ass Mother 3000” per determinare il primo PWG Champion, venendo sconfitto in finale da Frankie Kazarian. Nel 2004 prese parte insieme a Scott Lost al “Tango and Cash Invitational” per determinare i PWG Tag Team Champions ma vennero sconfitti in semifinale da Super Dragone ed American Dragon. Tuttavia Ryan e Lost vinsero i titoli lo show seguente battendo i campioni Homicide e B-Boy. La X-Foundation perse i titoli alla prima difesa contro Quicksilver e Chris Bosh. Nel giugno 2004 la X-Foundation riconquistò i titoli. Tuttavia iniziarono degli screzi tra Ryan e Lost, che portarono ad un Ladder Match tra i due per determinare chi si dovesse tenere le cinture. Lost vinse e scelse come partner Chris Bosh.
Dopo alcuni mesi di assenza Ryan tornò e lottò al fianco di Bosh e Lost. Ryan in quel periodo si autoproclamò come miglior wrestler tecnico sconfiggendo diversi wrestler famosi per la loro tecnica come ad esempio Alex Shelley, Claudio Castagnoli, Chris Hero e Rocky Romero. I match furono tuttavia vinti grazie alle interferenze di Bosh e Lost. Il 3 dicembre 2005 Ryan sconfisse Kevin Steen e divento PWG Champion. Durante il regno Ryan cambiò il suo look facendosi crescere i baffi per assomigliare a Tom Selleck.
Ryan formò una stable chiamata “The Dynasty” insieme a Bosh, Lost e Scorpio Sky. Dopo oltre un anno di regno (il più lungo all'epoca) nel gennaio 2007 Ryan perse il titolo contro Human Tornado. Nel gennaio 2008 Lost e Ryan vincono nuovamente i titoli di coppia perdendoli poi a marzo contro Steen ed El Generico. Per tutta l'estate 2009 Ryan tentò di sabotare il regno di Chris Hero per impedirgli di battere il suo record di durata del regno, fallendo.
Poco dopo Ryan turnò face e nel 2010 vinse il torneo “Battle of Los Angeles”. Da allora si fece soprannominare la “Hollywood Submission Machine”. Poco dopo partecipò ad un fatal 4 way per l'assegnazione del titolo massimo contro Brandon Gaston, Claudio Castagnoli e Chris Hero, vinto da Castagnoli. Da allora Ryan combatte regolarmente in coppia con Scorpio Sky. A causa degli impegni con la TNA, il 1º dicembre 2012 Ryan combatte il suo match d'addio in PWG, venendo sconfitto da Scorpio Sky.
Dopo essere stato svincolato dalla TNA, Ryan fa il suo ritorno in PWG il 9 agosto 2013, per il decimo anniversario della federazione.

### National Wrestling Alliance (2006–2012)
Nel 2006 Ryan cominciò a lavorare per la NWA, dove con Karl Anderson formò i “Real American Heroes”. I due entrarono presto in una lunga rivalità con i messicani Los Luchas. L'8 luglio 2007 Ryan ed Anderson sconfissero prima Sicodelico Jr. ed Incognito, poi Billy Kidman e Sean Waltman per conquistare gli NWA World Tag Team Championship (i primi dopo la separazione dalla TNA). I Real American Heroes persero i titoli il 10 febbraio 2008 a favore dei Los Luchas. Dopo la perdita dei titoli Karl Anderson cominciò a lavorare a tempo pieno per la NJPW e Ryan si ritrovò come competitore singolo. In questo periodo provò più volte a conquistare l'NWA World Heavyweight Championship senza successo. Nel 2012 Ryan si riaffacciò nelle competizioni di coppia insieme a Johnny Goodtime.

### Wrestling Society X (2006–2007)
Ryan fece parte della WSX, federazione di wrestling di proprietà di MTV che ebbe vita breve. Ryan qui formò un tag team con Disco Machine dal nome "That 70's Team", diventando favoriti dei fan. Il tag team lottò in sei episodi della serie televisiva.

### Ring of Honor (2009–2010)
Ryan debuttò in ROH come membro dell'Embassy in un 6 men tag team match al fianco di Jimmy Rave e Claudio Castagnoli sconfiggendo Brent Albright, Colt Cabana ed Erick Stevens. Ryan Iniziò un feud con Cabana ed occasionalmente aiutò aiutò il suo compagno di stable Claudio Castagnoli contro il suo rivale Brent Albright. Ryan cominciò a rivaleggiare anche con Necro Butcher, mentre Erick Stevens turnò heel e si unì all'Embassy. Stevens e Ryan si ritrovarono spesso a lottare in coppia contro i Briscoe Brothers (Mark e Jay Briscoe), contro Player Uno e Player Dos e soprattutto contro Necro Butcher ed Eddie Kingston.

### Federazioni indipendenti (2008–2012)
Ryan Lottò in diverse federazioni indipendenti tra cui: Revolution Pro Wrestling (Rev Pro), All Pro Wrestling (APW), Combat Zone Wrestling (CZW), Independent Wrestling Association Mid-South (IWA-MS), Chikara Pro, Anarchy Championship Wrestling (ACW), Xtreme Pro Wrestling (XPW), Full Impact Pro (FIP), Mach One Wrestling (M1W), International Wrestling Cartel (IWC), Juggalo Championship Wrestling (JCW), Pro Wrestling Bushido, Wrestling Retribution Project (come Chase Walker) e Ring Ka King (come Joey Hollywood).

### Total Nonstop Action (2012–2013)
Il 24 maggio 2012, Joey Ryan partecipa al TNA Gut Check (un format che prevede che un wrestler proveniente dalle federazioni indipendenti combatta contro un wrestler TNA per guadagnarsi un contratto) venendo sconfitto da Austin Aries. La settimana successiva i giudici decidono di non assumere Ryan a causa del suo comportamento. Nei mesi successivi Ryan interviene nei segmenti del Gut Check provocando i giudici, specialmente Al Snow. Snow dopo settimane di provocazioni schiaffeggia Ryan. La settimana successiva Ryan riceve le scuse di Snow e gli viene offerto un contratto. Subito dopo la firma Snow rivela che in realtà quello che ha firmato era un contratto da una sola notte per Bound for Glory dove Ryan dovrà affrontare lo stesso Snow. A Bound for Glory Ryan vince grazie all'interferenza di Matt Morgan. Ryan intraprende una breve rivalità contro l'X Division Champion Rob Van Dam, tuttavia senza riuscire a conquistare il titolo. Successivamente, in coppia con Morgan, Ryan inizia una faida contro i TNA World Tag Team Champions Chavo Guerrero, Jr. e Hernandez. Dopo mesi di apparizioni sporadiche, Ryan viene svincolato il 3 luglio 2013.

## Nel wrestling

### Mosse finali
- Kimura lock[1]
- Superkick[1]
- Swinging neckbreaker[2]

### Manager
- Edward Vander Pyle
- Prince Nana

### Soprannomi
- "Famous Dick Wrestler"
- "Forsaken"[1]
- "Hollywood Submission Machine"
- "King of Donk Style"
- "Magnum"[1]
- "Technical Wizard"[1]
- "Trending"

### Musiche d'ingresso
- Magnum P.I. di Mike Post
- Any Way You Want It dei Rise Against
- Unbelievable degli EMF
- Imperial Rage di Peter McConnell
- Escape (Piña Colada Song) di Rupert Holmes

## Titoli e riconoscimenti
- Alternative Wrestling Show
  - AWS Tag Team Championship (2)[3] – con Scott Lost
- Attack! Pro Wrestling
  - Attack!  24/7 Championship (1)[4]
- California Wrestling Alliance
  - CWA Tag Team Championship (1)[2] – con Scott Lost
- Championship Wrestling from Hollywood
  - CWFH International/MAV Television Championship (2)
  - CWFH Heritage Tag Team Championship (1)[5] – con Ryan Taylor
- Compound Pro Wrestling
  - ComPro Oklahoma X Division Championship (1)[6]
- Dramatic Dream Team
  - DDT Ironman Heavymetalweight Championship (43)
- Dreamwave Wrestling
  - Dreamwave Tag Team Championship (1) – con Candice LeRae
- Empire Wrestling Federation
  - EWF Heavyweight Championship (1)
- Fighting Spirit Pro-Wrestling
  - FSP Tag Team Championship (1) – con Candice LeRae
- FIST Combat
  - FIST Championship (2)[7]
- Hoodslam
  - Intergalactic Tag Team Championship (1)[8] – con Missy Hyasshit
- Insane Wrestling League
  - IWL Anarchy Championship (1)[9]
- National Wrestling Alliance
  - NWA World Tag Team Championship (1)[2] – con Karl Anderson
- Pacific Coast Wrestling
  - PCW Heavyweight Championship (1)[2]
  - PCW MAXimum Championship (1)[2]
  - PCW Tag Team Championship (1)[2] – con Scott Lost
- Pro Wrestling Magic
  - PWM Dark Arts Championship (1)[10]
- Pro Wrestling Revolver
  - PRW Scramble Championship (1)
- Paragon Pro Wrestling
  - PPW Heavyweight Championship (1)[11]
- Pro Wrestling Bushido
  - PWB Television Championship (1)[12]
- Pro Wrestling Guerrilla
  - PWG World Championship (1)[13]
  - PWG World Tag Team Championship (4)[14] – con Scott Lost (3) e con Candice LeRae (1)
- Pro Wrestling Illustrated
  - 120° tra i 500 migliori wrestler singoli nella PWI 500 (2018)[15]
- Queensland Wrestling Alliance
  - QWA Global Championship (1)[16]
- West Coast Wrestling Company
  - ACW Open World Heavyweight Championship (1)
- West Coast Wrestling Connection
  - WCWC Legacy Championship (1)[17]
- World Class Wrestling Alliance
  - WCWA California Championship (1)[2]
  - WCWA Tag Team Championship (1)[18] – con Scott Lost
- World Power Wrestling
  - WPW Cruiserweight Championship (1)[2]
  - WPW Hardcore Championship (1)[2]
  - WPW Tag Team Championship (1) – con Scott Lost
- World Series Wrestling
  - WSW Tag Team Championship (1) – con Concrete Davidson
- WrestleCircus
  - WC Sideshow Championship (4)[19]
- Kansas Wrestling Revolution
  - KWR Heavyweight Championship (1)
- World Wrestling Alliance
  - WWA Hardcore Championship (1)

## Filmografia

### Cinema
- Wrestling Isn't Wrestling, regia di Max Landis (2015)

### Televisione
- RuPaul's Drag Race – reality, un episodio (2012)
- GLOW – serie TV, un episodio (2017)